# Camelia Potec
Camelia Potec, née le 19 février 1982 à Brăila, est une nageuse roumaine entraînée par le Français Philippe Lucas et dont elle est devenue l'ex compagne.

## Palmarès

### Jeux olympiques
- Jeux olympiques de 2004 à Athènes (Grèce) :
  -  Médaille d'or du 200 mètres nage libre

### Championnats du monde
- Championnats du monde 2001 à Fukuoka (Japon) :
  -  Médaille de bronze du 200 mètres nage libre

- Championnats du monde 2009 à Rome (Italie) :
  -  Médaille de bronze du 1 500 m nage libre